# Across the Burning Trestle
Across the Burning Trestle è un cortometraggio muto del 1914 diretto da Richard Ridgely.

## Produzione
Il film fu prodotto dalla Edison Company.

## Distribuzione
Distribuito dalla General Film Company, il film - un cortometraggio in una bobina - uscì nelle sale cinematografiche statunitensi il 18 luglio 1914.